# Acmopolynema aberrans
Acmopolynema aberrans är en stekelart som beskrevs av Fidalgo 1989. Acmopolynema aberrans ingår i släktet Acmopolynema och familjen dvärgsteklar. Inga underarter finns listade i Catalogue of Life.